# 하라레
하라레(영어: Harare)는 짐바브웨의 수도이다. 원래 이름은 솔즈베리(영어: Salisbury)였지만, 1982년 4월 18일에 현재의 이름으로 바뀌었다. 행정상으로, 하라레는 주와 동등한 지위를 가진 독립적인 도시이다. 짐바브웨의 가장 큰 도시이자 행정, 상업, 통신의 중심이다. 하라레는 담배, 옥수수, 목화, 귤속 열매를 위한 무역 중심이다. 제조업은 직물, 강철, 화학을 포함하며 금이 하라레 내에서 채굴된다. 하라레는 1,483m의 고도에 위치하며 기후는 열대 기후에 속한다.
하라레는 도시의 대략 5km 북쪽에 위치한, 짐바브웨에서 가장 크고 가장 완벽한 고등 교육 시설인 짐바브웨 대학교의 소재지이다.

## 역사

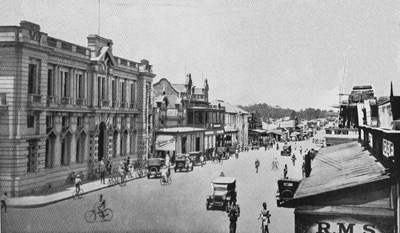
1930년 솔즈베리

세실 로즈에 의해 창설된 정착자들을 위한 군대 모병제, 파이오니어 칼럼 (pioneer column)이 요새로서 1890년에 도시를 설립했다. 그들은 원래 도시를 당시 영국의 총리를 역임하고 있던 제3대 솔즈베리 후작 로버트 개스코인세실의 이름을 따서 솔즈베리 요새라 이름지었었고 그곳은 그 후 간단히 솔즈베리로서 알려지게 되었다. 1897년에 자치제로 공표되었고 1935년에 도시가 되었다. 솔즈베리는 1953년에서 1963년까지 로디지아 니아살랜드 연방의 수도였다. 그 후, 남로디지아의 수도였다. 이언 스미스 (Ian Smith)의 로디지아 정부는 1965년 11월 11일에 로디지아의 독립을 선언했고 1970년 로디지아 공화국을 공표하였다. 그 후에 그 나라는 짐바브웨 로디지아의 단수명의 국가가 되었다. '하라레'라는 이름은 짐바브웨 로디지아가 짐바브웨 공화국으로서 국제적으로 독립을 인정받았던 1980년 4월 18일까지 이 도시의 공식 명칭이 아니었다. 1982년까지 이름을 솔즈베리로 보유했었다.
도시의 이름은 쇼나인들의 추장 네하라와로부터 이름을 받아들이면서, 짐바브웨인의 두 번째 독립 기념일인, 1982년 4월 18일에 하라레로 바뀌었다. 또한 다른 설에 의하면, 도시의 이름은 ("Koppie"로 발음되는) Kopje로서 오늘날 알려진 그 지역 안에 위치했었던 요새를 소유했었던 추장의 별명, "Haarari" ("그는 잠을 자지 않는다")가 유럽인에 의해 와전된 것에서 그 이름이 비롯되었다고 한다. 독립 전에, "Harare"는 Mbare로서 현재 알려진 흑인 거주 지역의 이름이었다.

## 기후

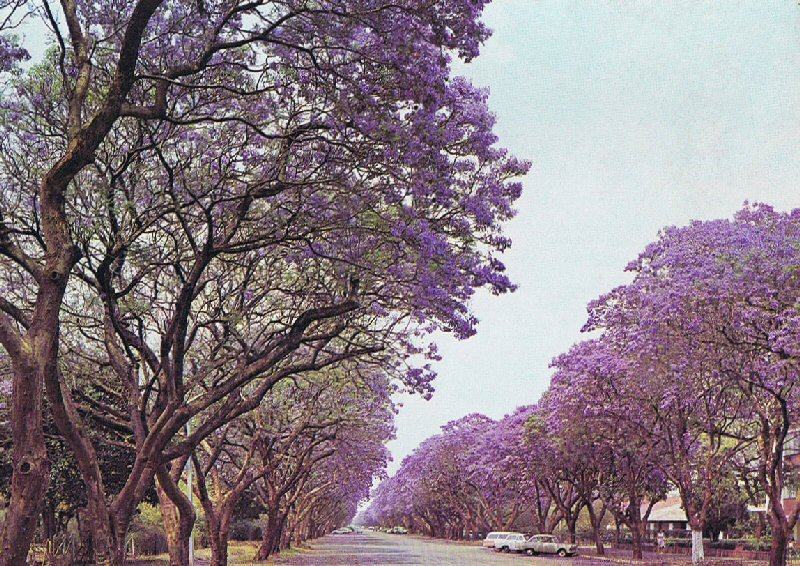
1975년 짐바브웨, 하라레 몬타규 거리에 자카란다 나무

하라레는 상쾌하고 기운찬 기후를 가지고 있다. 연례 평균 기온은 17.95 °C이다. 이것은 높은 고도 위치와 시원한 남동 기류가 흐르기 때문이다. 세 주요 계절이 있다 - 11월에서 3월/4월까지 따뜻하고, 습한 계절;(남반구 겨울에 상응하는) 5월에서 8월까지 시원하고, 건조한 계절;9월/10월에 덥고,건조한 계절. 매일 온도 범위는 (가장 추운 달) 7월에 대략 7 °C에서 20 °C, (가장 더운 달) 10월에 대략 13 °C 에서28 °C, (한여름) 1월에 대략 15.5 °C에서 25 °C이다. 기록상 가장 더운 해는 1914년 19.73 °C였으며 가장 추운 해는 1965년 17.13 °C였다. 평균 연례 강수량은 대략 남서쪽 올라가는 곳에 825mm에서 (Borrowdale에서 Glen Lorne 주위) 남동쪽 더 높은 지대에 855mm까지이다. 대부분 해에 돌발성의 소나기가 발생할지라도 매우 적은 비가 대개 5월에서 9월까지 내린다. 1890년 10월에 기록이 시작한지만 전체 3개의 하라레 스테이션이 2004년 초에 보고하는 것을 멈추게 된다.기후는 공개된 삼림지의 천연 식물의 생장을 지탱한다. 지역 지구의 가장 흔한 나무는 늦은 8월에 새로운 나뭇입들을 가지고 빨간 와인색으로 경치를 물들이는 Msasa Brachystegia spiciformis이다.
| Harare (1961–1990, extremes 1897–present)의 기후                                       | Harare (1961–1990, extremes 1897–present)의 기후 | Harare (1961–1990, extremes 1897–present)의 기후 | Harare (1961–1990, extremes 1897–present)의 기후 | Harare (1961–1990, extremes 1897–present)의 기후 | Harare (1961–1990, extremes 1897–present)의 기후 | Harare (1961–1990, extremes 1897–present)의 기후 | Harare (1961–1990, extremes 1897–present)의 기후 | Harare (1961–1990, extremes 1897–present)의 기후 | Harare (1961–1990, extremes 1897–present)의 기후 | Harare (1961–1990, extremes 1897–present)의 기후 | Harare (1961–1990, extremes 1897–present)의 기후 | Harare (1961–1990, extremes 1897–present)의 기후 | Harare (1961–1990, extremes 1897–present)의 기후 |
| 월                                                                                     | 1월                                              | 2월                                              | 3월                                              | 4월                                              | 5월                                              | 6월                                              | 7월                                              | 8월                                              | 9월                                              | 10월                                             | 11월                                             | 12월                                             | 연간                                             |
| -------------------------------------------------------------------------------------- | ------------------------------------------------ | ------------------------------------------------ | ------------------------------------------------ | ------------------------------------------------ | ------------------------------------------------ | ------------------------------------------------ | ------------------------------------------------ | ------------------------------------------------ | ------------------------------------------------ | ------------------------------------------------ | ------------------------------------------------ | ------------------------------------------------ | ------------------------------------------------ |
| 역대 최고 기온 °C (°F)                                                                 | 33.9 (93.0)                                      | 35.0 (95.0)                                      | 32.3 (90.1)                                      | 32.0 (89.6)                                      | 30.0 (86.0)                                      | 27.7 (81.9)                                      | 28.8 (83.8)                                      | 31.0 (87.8)                                      | 35.0 (95.0)                                      | 36.7 (98.1)                                      | 35.3 (95.5)                                      | 33.5 (92.3)                                      | 36.7 (98.1)                                      |
| 일평균 최고 기온 °C (°F)                                                               | 26.2 (79.2)                                      | 26.0 (78.8)                                      | 26.2 (79.2)                                      | 25.6 (78.1)                                      | 23.8 (74.8)                                      | 21.8 (71.2)                                      | 21.6 (70.9)                                      | 24.1 (75.4)                                      | 28.4 (83.1)                                      | 28.8 (83.8)                                      | 27.6 (81.7)                                      | 26.3 (79.3)                                      | 25.5 (77.9)                                      |
| 일일 평균 기온 °C (°F)                                                                 | 21.0 (69.8)                                      | 20.7 (69.3)                                      | 20.3 (68.5)                                      | 18.8 (65.8)                                      | 16.1 (61.0)                                      | 13.7 (56.7)                                      | 13.4 (56.1)                                      | 15.5 (59.9)                                      | 18.6 (65.5)                                      | 20.8 (69.4)                                      | 21.2 (70.2)                                      | 20.9 (69.6)                                      | 18.4 (65.1)                                      |
| 일평균 최저 기온 °C (°F)                                                               | 15.8 (60.4)                                      | 15.7 (60.3)                                      | 14.5 (58.1)                                      | 12.5 (54.5)                                      | 9.3 (48.7)                                       | 6.8 (44.2)                                       | 6.5 (43.7)                                       | 8.5 (47.3)                                       | 11.7 (53.1)                                      | 14.5 (58.1)                                      | 15.5 (59.9)                                      | 15.8 (60.4)                                      | 12.3 (54.1)                                      |
| 역대 최저 기온 °C (°F)                                                                 | 9.6 (49.3)                                       | 8.0 (46.4)                                       | 7.5 (45.5)                                       | 4.7 (40.5)                                       | 2.8 (37.0)                                       | 0.1 (32.2)                                       | 0.1 (32.2)                                       | 1.1 (34.0)                                       | 4.1 (39.4)                                       | 5.1 (41.2)                                       | 6.1 (43.0)                                       | 10.0 (50.0)                                      | 0.1 (32.2)                                       |
| 평균 강수량 mm (인치)                                                                  | 190.8 (7.51)                                     | 176.3 (6.94)                                     | 99.1 (3.90)                                      | 37.2 (1.46)                                      | 7.4 (0.29)                                       | 1.8 (0.07)                                       | 2.3 (0.09)                                       | 2.9 (0.11)                                       | 6.5 (0.26)                                       | 40.4 (1.59)                                      | 93.2 (3.67)                                      | 182.7 (7.19)                                     | 840.6 (33.09)                                    |
| 평균 강수일수                                                                          | 17                                               | 14                                               | 10                                               | 5                                                | 2                                                | 1                                                | 0                                                | 1                                                | 1                                                | 5                                                | 10                                               | 16                                               | 82                                               |
| 평균 상대 습도 (%)                                                                     | 76                                               | 77                                               | 72                                               | 67                                               | 62                                               | 60                                               | 55                                               | 50                                               | 45                                               | 48                                               | 63                                               | 73                                               | 62                                               |
| 평균 월간 일조시간                                                                     | 217.0                                            | 190.4                                            | 232.5                                            | 249.0                                            | 269.7                                            | 264.0                                            | 279.0                                            | 300.7                                            | 294.0                                            | 285.2                                            | 231.0                                            | 198.4                                            | 3,010.9                                          |
| 평균 일일 일조시간                                                                     | 7.0                                              | 6.8                                              | 7.5                                              | 8.3                                              | 8.7                                              | 8.8                                              | 9.0                                              | 9.7                                              | 9.8                                              | 9.2                                              | 7.7                                              | 6.4                                              | 8.2                                              |
| 출처 1: World Meteorological Organization, NOAA (sun and mean temperature, 1961–1990), |                                                  |                                                  |                                                  |                                                  |                                                  |                                                  |                                                  |                                                  |                                                  |                                                  |                                                  |                                                  |                                                  |
| 출처 2: 독일 기상청 (humidity, 1954–1975), Meteo Climat (record highs and lows)        |                                                  |                                                  |                                                  |                                                  |                                                  |                                                  |                                                  |                                                  |                                                  |                                                  |                                                  |                                                  |                                                  |

## 자매도시
- 노팅엄 (영국)
- 신시내티 (미국)
- 뮌헨 (독일)
- 프라토 (이탈리아)
- 라고 (이탈리아)

## 갤러리

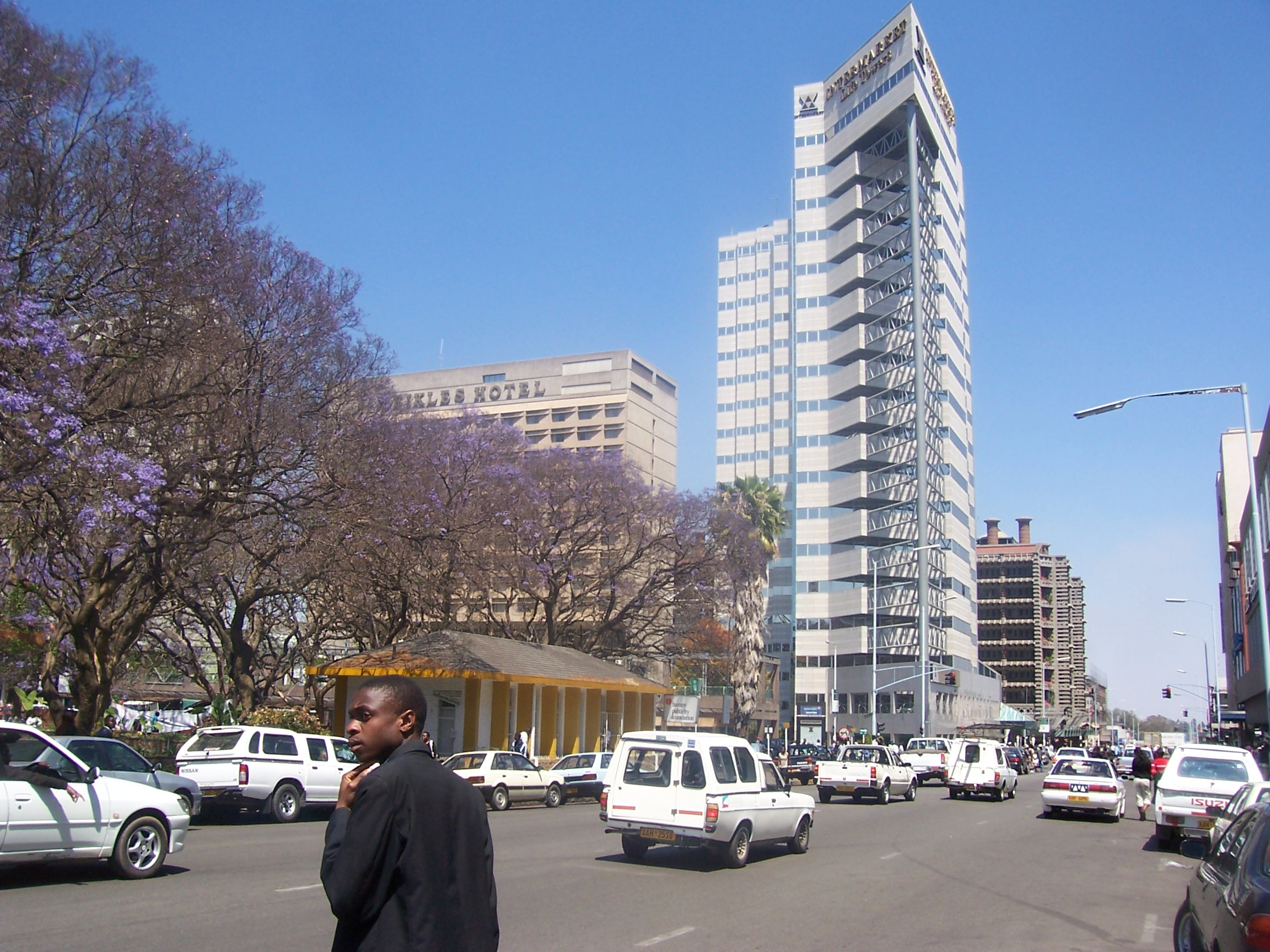
샘 누조마 거리, 남쪽 경치
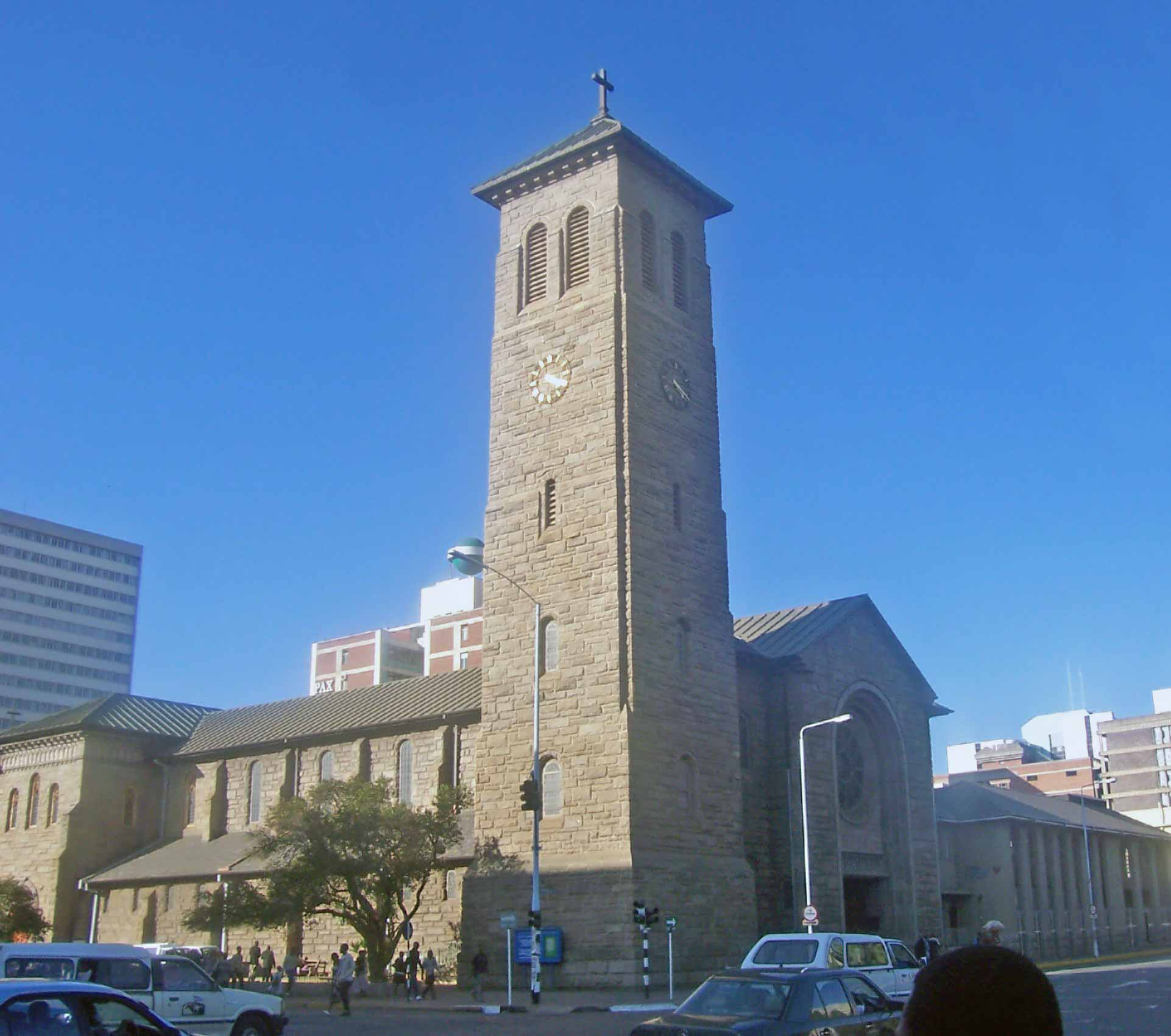
성공회 성당
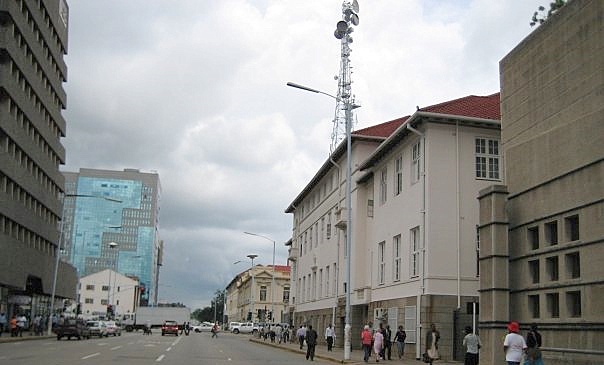
의회 건물을 따라서
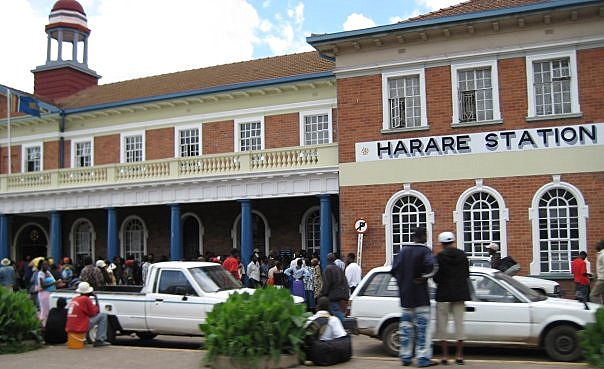
하라레 중앙 역

## 같이 보기
- 짐바브웨의 행정 구역

## 참고
1. ↑  Average for years 1965-1995, Goddard Institute of Space Studies World Climate database
2. ↑  Global Historic Climate Network database NGDC
3. ↑  
“World Weather Information Service – Harare”. World Meteorological Organization. 2016년 6월 10일에 확인함.
4. ↑  
“Harare Kutsaga Climate Normals 1961–1990”. 미국 해양대기청. 2016년 6월 10일에 확인함.
5. ↑  
“Klimatafel von Harare-Kutsaga (Salisbury) / Simbabwe” (PDF). 《Baseline climate means (1961–1990) from stations all over the world》 (독일어). Deutscher Wetterdienst. 2016년 6월 10일에 확인함.
6. ↑  
“Station Harare” (프랑스어). Meteo Climat. 2016년 6월 10일에 확인함.